# Ficus delosyce
Ficus delosyce är en mullbärsväxtart som beskrevs av Edred John Henry Corner. Ficus delosyce ingår i släktet fikonsläktet, och familjen mullbärsväxter. Inga underarter finns listade i Catalogue of Life.